# 向元良
向元良（1655年5月17日（順治十二年四月十二日）—1737年8月9日（乾隆二年七月十四日）），和名田嶋親方朝由，童名眞宇志，號梅岳，琉球國第二尚氏王朝政治家、三司官。向氏真壁殿內二世。
歷任那霸里主、平等之側等職。康熙四十二年（1703年），尚貞王新設舊記座，任命向元良為第一任舊記奉行。該機構負責編纂地方誌，要求各地的番所提供資料，對其整理並進行編寫。康熙五十二年（1713年），舊記座完成了琉球歷史上第一部成體系的地方誌《琉球國由來記》。
康熙四十九年九月十八日（1710年11月8日），出任三司官。同年，任真壁間切總地頭職。康熙五十一年二月十八日（1712年3月24日），賜紫地浮織冠。康熙五十五年九月二十一日（1716年11月4日）致仕。乾隆二年七月十四日（1737年8月9日）卒，壽八十三。

## 家族
- 父：向鶴翔（奧間親方朝充）
- 母：眞呉染（號覺室。樂氏田那掟親雲上昌敷女）

- 室：眞鶴金（號雄山。向氏大城親方朝誠女）
  - 長男：向拜温（仲松親雲上朝太）
- 繼室：眞世仁金（號月心。馮氏諸見里親方安信女）
  - 次男：朝親
  - 三男：向邦恭（名嘉山親雲上朝幾）
  - 長女：眞呉染（號梅蘂。嫁翁氏宜壽次親雲上盛文）
  - 四男：向邦儉（田場里之子朝茲）
  - 五男：朝只（田嶋里之子親雲上）
- 繼室：眞宇志金（號寂照。毛氏仲座親雲上盛與女）
  - 次女：思乙金（號菊室。嫁章氏宜野灣里之子正武）